# Inaria
Inaria ist eine ausgestorbene Tiergattung des Ediacariums mit Radialsymmetrie, die möglicherweise Ähnlichkeiten zu den Nesseltieren aufweist.

## Erstbeschreibung
Die Gattung Inaria wurde erstmals im Jahr 1888 von Berthold Hatschek wissenschaftlich beschrieben. Der Artname Inaria karli wurde 1987 von James G. Gehling designiert.

## Vorkommen
Fossilien von Inaria stammen aus dem Rawnsley Quartzite (Pound Subgroup) in  der Chace Range in Südaustralien und von der Weißmeerküste Russlands.

## Beschreibung
Der radialsymmetrische Organismus erreichte bei einem Durchmesser von bis zu 12 Zentimeter eine Höhe zwischen 10 und 12 Zentimeter. Er besaß einen sackartigen Körper, der einem Knoblauchbündel oder einem Erlenmeyerkolben ähnelte. Seine breite, knollige Basis, aus der eine Röhre herausragte, saß im Schlamm fest. Die als Magen dienende Körperhöhle von Inaria bestand aus einer einzigen Kammer, deren Wand von tiefen Einfurchungen in verschiedene Septen unterteilt wurde.

## Habitat
Inaria lebte im tieferen Strandbereich und war offensichtlich der einzige Bewohner dieser Ökozone.

## Taxonomische Stellung
Inaria wird meist als tentakelloses, zur Klasse der Blumentiere (Anthozoa) gehörendes Nesseltier interpretiert. Es existieren zwei Taxa:
- Inaria karli Gehling, 1987
- Inaria limicola Grazhdankin, 2004

## Briefmarke
Inaria wurde von der Australian Post auf einer, am 21. April 2005 herausgebrachten Briefmarke dargestellt.